# La Hulpe
La Hulpe (em valão: L'Elpe, em neerlandês: Terhulpen) é um município da Bélgica localizado no distrito de Nivelles, província de Brabante Valão, região da Valônia.